# Третий Решающий
Третий Решающий — посёлок в Среднеахтубинском районе Волгоградской области России.
Входит в состав Фрунзенского сельского поселения.
Название посёлка, возможно, связано с тем, что третий год каждой пятилетки именовали решающим, четвертый — определяющим, пятый — завершающим.

## География
Уличная сеть
| - ул. Веселая - ул. Вишневая - ул. Заречная - ул. Колхозная - ул. Лесная - ул. Молодежная | - ул. Набережная - ул. Новоселов - ул. Садовая - ул. Строителей - ул. Центральная | - пер. Дачный - пер. Ноябрьский - пер. Рублевский |

Географическое положение
Расстояние до:
районного центра Средняя Ахтуба: 12 км.
областного центра Волгоград: 15 км.
Ближайшие населённые пункты
Рыбачий 2 км, Дубрава 2 км, Красный Буксир 3 км, Новенький 3 км, Бурковский 3 км, Закутский 3 км, Великий Октябрь 3 км, Маслово 4 км, Зональный 4 км, Тутов 5 км, Вязовка 5 км, Госпитомник 5 км, Стахановец 6 км, Сахарный 6 км, Киляковка 6 км, Колхозная Ахтуба 6 км, Старенький 7 км, Приканальный 7 км, Каширин 7 км, Кировец 7 км, Лебяжья Поляна 8 км

## Население
| 2010 |
| ---- |
| 334  |

См. также
- Третий Выришальный